# ميغيل مارتينيز (لاعب كرة قدم)
ميغيل مارتينيز (بالإسبانية: Miguel Martínez) (25 نوفمبر 1981 بلوغرونيو في إسبانيا - ) هو لاعب كرة قدم إسباني في مركز حراسة المرمى. لعب مع ديبورتيفو ألافيس وريال سرقسطة ونادي ألباسيتي ونادي برشلونة ج ونادي برشلونة ونادي سمورة ونادي لاردة ونادي هويسكا ويونيون ديبورتيفا لوغرينييس ونادي كالاهورا.

## وصلات خارجية
- ميغيل مارتينيز على موقع قاعدة بيانات كرة القدم.إي يو (الإنجليزية)
- ميغيل مارتينيز على موقع Soccerway.com (الإنجليزية)
- ميغيل مارتينيز على موقع AS.com (الإسبانية)